# Celeste Rodrigues
Pour les articles homonymes, voir Rodrigues (homonymie).
Maria Celeste Rebordão Rodrigues (née le 4 mars 1923 à Fundão et morte le 1er août 2018 à Lisbonne) est une chanteuse portugaise de fado. 

## Biographie

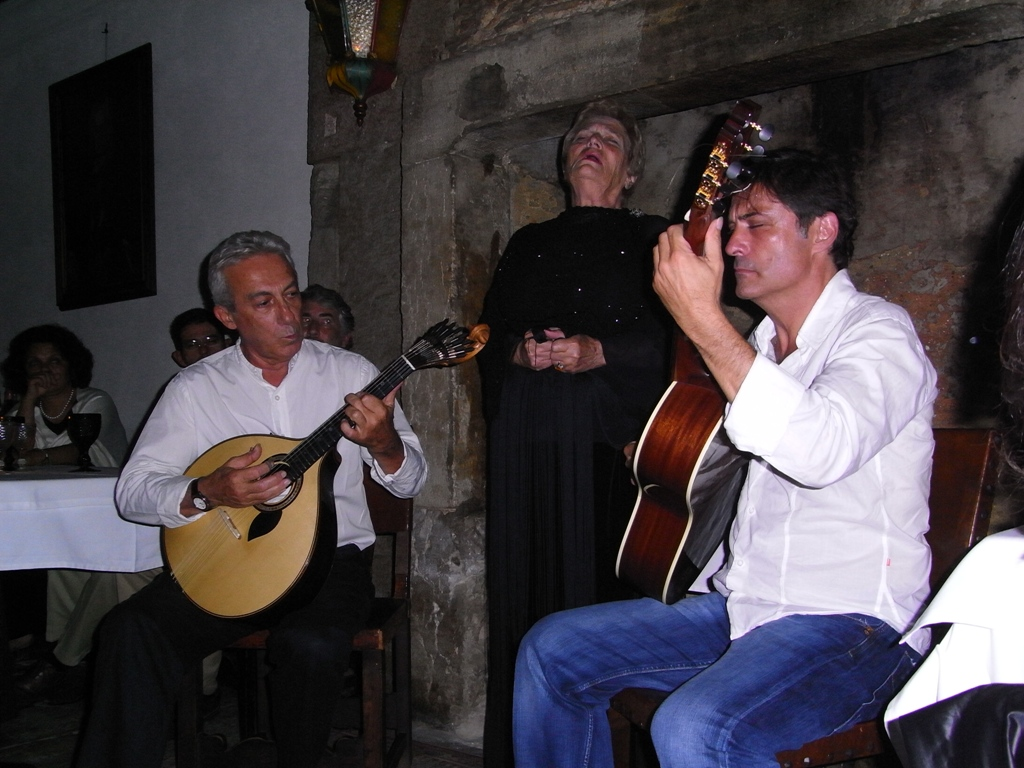
Celeste Rodrigues (au centre) en 2008.

Celeste Rodrigues est la sœur de la chanteuse fadiste Amália Rodrigues.